# Tricyphona hannai
Tricyphona (Tricyphona) hannai là một loài ruồi trong họ Pediciidae. Chúng phân bố ở vùng sinh thái Nearctic.